# Bijeypur
Bijeypur is een nagar panchayat (plaats) in het district Sheopur van de Indiase staat Madhya Pradesh. 

## Demografie
Volgens de Indiase volkstelling van 2001 wonen er 14.555 mensen in Bijeypur, waarvan 55% mannelijk en 45% vrouwelijk is. De plaats heeft een alfabetiseringsgraad van 56%. 